# Philodromus rufus
Philodromus rufus är en spindelart som beskrevs av Charles Athanase Walckenaer 1826. Philodromus rufus ingår i släktet Philodromus och familjen snabblöparspindlar. Det är osäkert om arten förekommer i Sverige.

## Underarter
Arten delas in i följande underarter:
- P. r. pacificus
- P. r. quartus
- P. r. vibrans
- P. r. jenningsi